# Tatjana Mamonova
Tatjana Arsenjevna Mamonova (ryska: Татьяна Арсеньевна Мамонова), född 1943 i Leningrad i Ryska SFSR i Sovjetunionen (nu Sankt Petersburg i Ryssland), är en rysk poet, konstnär och feminist.

## Biografi
Tatjana Mamonova föddes under det andra året av Nazitysklands belägring av Leningrad under andra världskriget. Hon studerade tidigt farmakologi, lingvistik och arbetade vid en tv-station i Leningrad.
Mamonova uppfattade icke-konformistiska konströrelsen i Sovjetunionen som sexistisk och drogs därigenom till feminismen. År 1979 blev hon medlem av en grupp som utgav den första feministiska samizdat-tidningen i Sovjetunionen. Hon tvingades i exil 1980 och var därefter engagerad i den internationella kvinnorörelsen. Efter 1984 bodde hon i USA, och fortsatte verka där.